# Miami Open 2021
Il Miami Open 2021, noto anche come Miami Open presented by Itaú per motivi di sponsorizzazione, è stato un torneo di tennis che si è giocato su campi in cemento. È stata la 36ª edizione del Miami Open, che fa parte della categoria ATP Tour Masters 1000 nell'ambito dell'ATP Tour 2021, e della categoria WTA 1000 nell'ambito del WTA Tour 2021. Sia il torneo maschile che quello femminile si sono tenuti dal 22 marzo al 4 aprile 2021 negli impianti dell'Hard Rock Stadium di Miami Gardens.
Il Miami Open è tornato in calendario dopo che l'edizione del 2020 era stata annullata a causa della pandemia di COVID-19. La pandemia era ancora in atto e tra le misure di sicurezza prese dagli organizzatori vi è stata una drastica limitazione del numero di spettatori autorizzati ad assistere agli incontri.

## Partecipanti ATP

### Teste di serie
| Nazionalità | Giocatore             | Testa di Serie | Ranking* |
| ----------- | --------------------- | -------------- | -------- |
| Russia      | Daniil Medvedev       | 1              | 2        |
| Grecia      | Stefanos Tsitsipas    | 2              | 5        |
| Germania    | Alexander Zverev      | 3              | 7        |
| Russia      | Andrej Rublëv         | 4              | 8        |
| Argentina   | Diego Schwartzman     | 5              | 9        |
| Canada      | Denis Shapovalov      | 6              | 11       |
| Spagna      | Roberto Bautista Agut | 7              | 12       |
| Belgio      | David Goffin          | 8              | 13       |
| Bulgaria    | Grigor Dimitrov       | 9              | 16       |
| Canada      | Félix Auger-Aliassime | 10             | 17       |
| Italia      | Fabio Fognini         | 11             | 18       |
| Canada      | Milos Raonic          | 12             | 19       |
| Cile        | Cristian Garín        | 13             | 20       |
| Russia      | Karen Chačanov        | 14             | 22       |
| Australia   | Alex de Minaur        | 15             | 23       |
| Serbia      | Dušan Lajović         | 16             | 26       |
| Russia      | Aslan Karacev         | 17             | 27       |
| Stati Uniti | John Isner            | 18             | 28       |
| Regno Unito | Daniel Evans          | 19             | 29       |
| Francia     | Ugo Humbert           | 20             | 30       |
| Italia      | Jannik Sinner         | 21             | 31       |
| Stati Uniti | Taylor Fritz          | 22             | 32       |
| Francia     | Benoît Paire          | 23             | 33       |
| Italia      | Lorenzo Sonego        | 24             | 34       |
| Francia     | Adrian Mannarino      | 25             | 36       |
| Polonia     | Hubert Hurkacz        | 26             | 37       |
| Georgia     | Nikoloz Basilašvili   | 27             | 38       |
| Giappone    | Kei Nishikori         | 28             | 39       |
| Stati Uniti | Reilly Opelka         | 29             | 41       |
| Germania    | Jan-Lennard Struff    | 30             | 42       |
| Kazakistan  | Aleksandr Bublik      | 31             | 44       |
| Ungheria    | Márton Fucsovics      | 32             | 40       |

* Ranking al 22 marzo 2021.

### Altri partecipanti
I seguenti giocatori hanno ricevuto una wild card per il tabellone principale:
- Carlos Alcaraz
- Jack Draper
- Hugo Gaston
- Michael Mmoh

Il seguente giocatore è entrato in tabellone grazie al ranking protetto:
- Kevin Anderson
- Lu Yen-hsun

I seguenti giocatori sono passati dalle qualificazioni:

- Liam Broady
- Ernesto Escobedo
- Thomas Fabbiano
- Bjorn Fratangelo
- Thanasi Kokkinakis
- Paolo Lorenzi
- Mackenzie McDonald
- Shintaro Mochizuki
- Emilio Nava
- Thiago Seyboth Wild
- Alejandro Tabilo
- Miša Zverev

Il seguente giocatore è entrato nel tabellone principale come lucky loser:
- Federico Gaio

### Ritiri
Prima del torneo
- Pablo Andújar → sostituito da  Federico Coria
- Pablo Carreño Busta → sostituito da  João Sousa
- Matteo Berrettini → sostituito da  Denis Kudla
- Borna Ćorić → sostituito da  Yannick Hanfmann
- Pablo Cuevas → sostituito da  Pedro Martínez
- Alejandro Davidovich Fokina → sostituito da  Mikael Ymer
- Novak Đoković → sostituito da  Alexei Popyrin
- Kyle Edmund → sostituito da  James Duckworth
- Roger Federer → sostituito da  Marcos Giron
- Richard Gasquet → sostituito da  Yasutaka Uchiyama
- Filip Krajinović → sostituito da  Il'ja Ivaška
- Nick Kyrgios → sostituito da  Emil Ruusuvuori
- Gaël Monfils → sostituito da  Pierre-Hugues Herbert
- Corentin Moutet → sostituito da  Michail Kukuškin
- Andy Murray → sostituito da  Federico Gaio
- Rafael Nadal → sostituito da  Pedro Sousa
- Guido Pella → sostituito da  Lloyd Harris
- Gilles Simon → sostituito da  Kwon Soon-woo
- Dominic Thiem → sostituito da  Federico Delbonis
- Jo-Wilfried Tsonga → sostituito da  Sebastian Korda
- Stan Wawrinka → sostituito da  Steve Johnson
- John Millman → sostituito da  Lorenzo Musetti

## Partecipanti ATP doppio

### Teste di serie
| Nazionalità | Giocatore             | Nazionalità | Giocatore        | Ranking* | Teste di serie |
| ----------- | --------------------- | ----------- | ---------------- | -------- | -------------- |
| Colombia    | Juan Sebastián Cabal  | Colombia    | Robert Farah     | 3        | 1              |
| Croazia     | Nikola Mektić         | Croazia     | Mate Pavić       | 8        | 2              |
| Croazia     | Ivan Dodig            | Slovacchia  | Filip Polášek    | 19       | 3              |
| Spagna      | Marcel Granollers     | Argentina   | Horacio Zeballos | 21       | 4              |
| Paesi Bassi | Wesley Koolhof        | Polonia     | Łukasz Kubot     | 21       | 5              |
| Regno Unito | Jamie Murray          | Brasile     | Bruno Soares     | 23       | 6              |
| Stati Uniti | Rajeev Ram            | Regno Unito | Joe Salisbury    | 26       | 7              |
| Francia     | Pierre-Hugues Herbert | Francia     | Nicolas Mahut    | 29       | 8              |

* Ranking al 15 marzo 2021.

### Altri partecipanti
Le seguenti coppie di giocatori hanno ricevuto una wild card per il tabellone principale:
- Steve Johnson /  Sam Querrey
- Sebastian Korda /  Michael Mmoh
- Nicholas Monroe /  Frances Tiafoe

### Ritiri
Prima del torneo
- Alex de Minaur /  John Millman → sostituiti da  Miomir Kecmanović /  Aisam-ul-Haq Qureshi

## Partecipanti WTA

### Teste di serie
| Giocatrice  | Nazionalità            | Ranking* | Testa di serie** |
| ----------- | ---------------------- | -------- | ---------------- |
| Australia   | Ashleigh Barty         | 1        | 1                |
| Giappone    | Naomi Ōsaka            | 2        | 2                |
| Romania     | Simona Halep           | 3        | 3                |
| Stati Uniti | Sofia Kenin            | 4        | 4                |
| Ucraina     | Elina Svitolina        | 5        | 5                |
| Rep. Ceca   | Karolína Plíšková      | 6        | 6                |
| Bielorussia | Aryna Sabalenka        | 8        | 7                |
| Canada      | Bianca Andreescu       | 9        | 8                |
| Rep. Ceca   | Petra Kvitová          | 10       | 9                |
| Paesi Bassi | Kiki Bertens           | 11       | 10               |
| Svizzera    | Belinda Bencic         | 12       | 11               |
| Spagna      | Garbiñe Muguruza       | 13       | 12               |
| Stati Uniti | Jennifer Brady         | 14       | 13               |
| Bielorussia | Viktoryja Azaranka     | 15       | 14               |
| Polonia     | Iga Świątek            | 16       | 15               |
| Belgio      | Elise Mertens          | 17       | 16               |
| Regno Unito | Johanna Konta          | 18       | 17               |
| Stati Uniti | Madison Keys           | 19       | 18               |
| Rep. Ceca   | Markéta Vondroušová    | 20       | 19               |
| Croazia     | Petra Martić           | 21       | 20               |
| Kazakistan  | Elena Rybakina         | 22       | 21               |
| Estonia     | Anett Kontaveit        | 23       | 22               |
| Grecia      | Maria Sakkarī          | 24       | 23               |
| Germania    | Angelique Kerber       | 25       | 24               |
| Stati Uniti | Alison Riske           | 26       | 25               |
| Kazakistan  | Julija Putinceva       | 27       | 26               |
| Tunisia     | Ons Jabeur             | 30       | 27               |
| Stati Uniti | Amanda Anisimova       | 32       | 28               |
| Stati Uniti | Jessica Pegula         | 33       | 29               |
| Russia      | Ekaterina Aleksandrova | 34       | 30               |
| Stati Uniti | Cori Gauff             | 37       | 31               |
| Russia      | Veronika Kudermetova   | 36       | 32               |

* Ranking al 17 marzo 2021.

### Altri partecipanti
Le seguenti giocatrici hanno ricevuto una wild card per il tabellone principale:
- Anna Kalinskaja
- Ana Konjuh
- Robin Montgomery
- Storm Sanders
- Katrina Scott
- Mayar Sherif
- Wang Xinyu
- Wang Xiyu

Le seguenti giocatrici sono entrate in tabellone grazie al ranking protetto:
- Katie Boulter
- Andrea Petković
- Jaroslava Švedova
- Vera Zvonarëva

Le seguenti giocatrici sono passati dalle qualificazioni:

1. Hailey Baptiste
2. Mihaela Buzărnescu
3. Cvetana Pironkova
4. Aliona Bolsova
5. Océane Dodin
6. Ljudmila Samsonova

1. Nina Stojanović
2. Olga Danilović
3. Tereza Martincová
4. Kristína Kučová
5. Renata Zarazúa
6. Elisabetta Cocciaretto

### Ritiri
Prima del torneo
- Polona Hercog → sostituita da  Andrea Petković
- Hsieh Su-wei → sostituita da  Vera Zvonarëva
- Dar'ja Kasatkina → sostituita da  Zarina Dijas
- Dajana Jastrems'ka → sostituita da  Venus Williams
- Ann Li → sostituita da  Katie Boulter
- Karolína Muchová → sostituita da  Camila Giorgi
- Anastasija Pavljučenkova → sostituita da  Lauren Davis
- Barbora Strýcová → sostituita da  Marta Kostjuk
- Patricia Maria Țig → sostituita da  Madison Brengle
- Alison Van Uytvanck → sostituita da  Nao Hibino
- Donna Vekić → sostituita da  Arantxa Rus
- Serena Williams → sostituita da  Christina McHale

## Partecipanti WTA doppio

### Teste di serie
| Nazionalità | Giocatrice         | Nazionalità | Giocatrice           | Ranking* | Teste di serie |
| ----------- | ------------------ | ----------- | -------------------- | -------- | -------------- |
| Belgio      | Elise Mertens      | Bielorussia | Aryna Sabalenka      | 3        | 1              |
| Rep. Ceca   | Barbora Krejčíková | Rep. Ceca   | Kateřina Siniaková   | 15       | 2              |
| Stati Uniti | Nicole Melichar    | Paesi Bassi | Demi Schuurs         | 23       | 3              |
| Giappone    | Shūko Aoyama       | Giappone    | Ena Shibahara        | 29       | 4              |
| Ungheria    | Tímea Babos        | Russia      | Veronika Kudermetova | 32       | 5              |
| Cina        | Xu Yifan           | Cina        | Zhang Shuai          | 38       | 6              |
| Cile        | Alexa Guarachi     | Stati Uniti | Desirae Krawczyk     | 46       | 7              |
| Stati Uniti | Hayley Carter      | Brasile     | Luisa Stefani        | 61       | 8              |

* Ranking all'8 marzo 2021.

### Altri partecipanti
Le seguenti giocatrici hanno ricevuto una wild card per il tabellone principale:
- Hailey Baptiste /  Robin Montgomery
- Kiki Bertens /  Arantxa Rus
- Ajla Tomljanović /  Heather Watson

Le seguenti giocatrici sono entrate in tabellone grazie al ranking protetto:
- Kaitlyn Christian /  Alla Kudrjavceva
- Kirsten Flipkens /  Coco Vandeweghe
- Vania King /  Jaroslava Švedova

### Ritiri
Prima del torneo
- Laura Siegemund /  Vera Zvonarëva → sostituite da  Laura Siegemund /  Markéta Vondroušová

## Punti e montepremi

### Punti
| Evento              | V    | F   | SF  | QF  | Round of 16 | Round of 32 | Round of 64 | Round of 128 | Q    | Q2   | Q1   |
| Singolare maschile  | 1000 | 600 | 360 | 180 | 90          | 45          | 25*         | 10           | 16   | 8    | 0    |
| Doppio maschile     | 1000 | 600 | 360 | 180 | 90          | 0           | N.D.        | N.D.         | N.D. | N.D. | N.D. |
| Singolare femminile | 1000 | 650 | 390 | 215 | 120         | 65          | 35*         | 10           | 30   | 20   | 2    |
| Doppio femminile    | 1000 | 650 | 390 | 215 | 120         | 10          | N.D.        | N.D.         | N.D. | N.D. | N.D. |

### Montepremi
| Evento              | V        | F        | SF      | QF      | Round of 16 | Round of 32 | Round of 64 | Round of 128 | Q2     | Q1     |
| Singolare maschile  | 300110 $ | 165000 $ | 93000 $ | 61000 $ | 40000 $     | 26000 $     | 16000 $     | 10000 $      | 5890 $ | 3100 $ |
| Singolare femminile | 300110 $ | 165000 $ | 93000 $ | 61000 $ | 40000 $     | 26000 $     | 16000 $     | 10000 $      | 5890 $ | 3100 $ |
| Doppio maschile     | 81000 $  | 51000 $  | 38000 $ | 27000 $ | 18000 $     | 12000 $     | N.D.        | N.D.         | N.D.   | N.D.   |
| Doppio femminile    | 81000 $  | 51000 $  | 38000 $ | 27000 $ | 18000 $     | 12000 $     | N.D.        | N.D.         | N.D.   | N.D.   |

## Campioni

### Singolare maschile
Hubert Hurkacz ha sconfitto in finale  Jannik Sinner con il punteggio di 7–6(4), 6-4.
- È il terzo titolo in carriera per Hurkacz, il secondo della stagione.

### Singolare femminile
Ashleigh Barty ha sconfitto in finale  Bianca Andreescu con il punteggio di 6-3, 4-0 rit.
- È il decimo titolo in carriera per Barty, il primo della stagione.

### Doppio maschile
Nikola Mektić /  Mate Pavić hanno sconfitto in finale  Daniel Evans /  Neal Skupski con il punteggio di 6-4, 6-4.

### Doppio femminile
Shūko Aoyama /  Ena Shibahara hanno sconfitto in finale  Hayley Carter /  Luisa Stefani con il punteggio di 6-2, 7-5.